# Pycnoptilus floccosus
Pycnoptilus floccosus là một loài chim trong họ Acanthizidae.